# 부하철도
부하철도(釜下鐵道)는 부산역에서 하단 간을 이을 예정이었던 약 10km의 철도 노선이다. 박기종이 1898년 6월 3일 농상공부 대신의 인가를 취득하였으나, 자금이 부족하여 실제로 착공되지는 못하였다. 현재는 부산 지하철 1호선의 부산역 - 하단역 구간이 그 역할을 대신하고 있다.

## 같이 보기
- 부산궤도 : 비슷한 시기에 추진되어 개통한 노선